# ブラドッド
ブラドッド（Bladud, ブラドゥド、ブラダッド、ブラドゥード、またはBlaiddyd, ブレーダッド、ブレイダッド、ブレイダット）は、神話上のブリトン人の王。実在したという証拠はほとんどない。最初にブラドッドに言及したのはジェフリー・オブ・モンマスで、ブラドッドはルッドフッド・フディブラス王の子で、最初のブリタニア王ブルートゥスから10代目の王だったと書いている。その説は、ウェールズの家系図の断片の誤った解釈に基づいている可能性もある。
ブラドッドの話は後世の作家たちによってさらに脚色された。最終的に、ブラドッドはリベラル・アーツの勉強のため父親にアテネに送られ、父親の死後、4人の哲学者を連れて帰国。リンカンシャーのスタンフォード（Stamford）に大学を作り、栄えたが、そこで教えられているのは異教であるという理由で、カンタベリーのアウグスティヌスによって廃止された——ということになった。

## 治世
ブラドッドの治世は20年間で、はじまりは紀元前863年か紀元前500年とされている。その時、ブラドッドはカール・バルドゥム（現バース）を建設し、魔法を使ってそこに温泉を生んだ。ブラドッドはこの町を、その永遠に消えることのない炎を祝して、女神アテーナーあるいはミネルウァに捧げた。女神の炎が弱まった時、石の球に変わり、その場所に新しい温泉が生まれた。ブラドッドがこの町を作った理由については、次のように言われている。アテネにいた時、ブラドッドはハンセン病にかかり、帰国した時、そのために閉じこめられた。しかし、ブラドッドは脱走して、遠いところに逃げた。バースの2、3マイル北にあるSwainswickで、ブラドッドは豚飼いとして雇われた。その時、寒空の中、豚がハンノキの荒れ地に入り、真っ黒な泥にまみれて戻って来るのに気がついた。その泥は温かく、豚たちも気持ちよさそうだった。ブラドッドは豚たちは皮膚病にかからなかったことに気付き、泥風呂の中に入ってみたところ、ハンセン病が治癒したことがわかった。その後、ブラドッドは元の王位継承者に復帰したが、自分がそうだったように他の人のためになればと、バースを建設した。

## ブラドッドの翼と死
ブラドッドがネクロマンシー、つまり死者の魂を用いる占いに熱心だったという話もある。それを使って、翼を作り、トリノヴァントゥム（現ロンドン）のアポローン神殿まで（から）飛び立つが、壁に激突して死んだ（あるいは墜落してばらばらになった、あるいは首の骨を折った）。ブラドッドはトリノヴァントゥムに埋葬され、息子のレイアが後を継いだ。18世紀のバースの建築家ジョン・ウッド（John Wood, the Elder）はブラドッドについて本を書いたが、ブラドッドと古代ギリシアの信仰療法家ヒュペルボレイオス人アバリス（Abaris the Hyperborean）とを同一視したような奇抜な発想が書かれている。